# China Southern Airlines
China Southern Airlines Company Limited è una compagnia aerea con sede nel distretto di Baiyun, Canton, nella provincia del Guangdong. Istituita il 1º luglio 1988 in seguito alla ristrutturazione della CAAC Airlines, che aveva acquisito e unificato un certo numero di compagnie aeree nazionali, la compagnia è diventata una delle "Big Three" della Cina (insieme ad Air China e China Eastern Airlines), la sesta compagnia aerea più grande al mondo in base ai passeggeri trasportati e la più grande compagnia aerea dell'Asia per dimensioni della flotta, entrate e passeggeri trasportati.
Con i suoi hub principali all'aeroporto di Canton-Baiyun e all'aeroporto Internazionale di Pechino-Daxing, la compagnia opera più di 2.000 voli verso più di 200 destinazioni al giorno ed è stata membro di SkyTeam fino al 1º gennaio 2019. La compagnia ha avviato una partnership per il programma frequent flyer con American Airlines nel marzo 2019. Il logo della China Southern è costituito da un fiore kapok (che è anche il fiore della città di Canton) su un'impennaggio blu. Lo slogan aziendale è Fly into your dreams (cinese: 飞向 您 的 梦想).
La società madre di China Southern Airlines Company Limited è la China Southern Air Holding Company, un'impresa di proprietà statale soggetta alla supervisione della Commissione per la Supervisione e l'Amministrazione delle Attività Statali.

## Storia

### Fondazione
Nel 1984, il governo cinese ha reso nota la decisione di decentralizzare la CAAC. Costituita nel 1949, la CAAC era un'organizzazione onnicomprensiva responsabile dell'aviazione civile in Cina in quanto era incaricata del trasporto di passeggeri, dello sviluppo delle risorse e del lavoro di rilevamento, del controllo del traffico aereo, della manutenzione degli aeromobili e della formazione del personale. La decisione di decentralizzazione sarebbe risultata nella formazione di numerose compagnie aeree regionali, con quattro vettori principali responsabili della maggior parte del traffico aereo internazionale e nazionale: Air China, China Southern Airlines, China Eastern Airlines e China Southwest Airlines; La stessa CAAC sarebbe stata razionalizzata in un'organizzazione normativa e amministrativa.
Nel 1988, la CAAC concesse alle sue sette divisioni regionali, tra cui l'amministrazione regionale di Canton, un'autonomia operativa limitata con lo status di compagnie aeree "associate". China Southern Airlines iniziò a volare con il proprio nome e la propria livrea nel febbraio 1991. A quel tempo, operava circa 160 voli al giorno su 100 rotte utilizzando Antonov An-24, Boeing 737 e Boeing 757, insieme ad elicotteri e aerei agricoli. Nel dicembre 1992, la compagnia aerea effettuò un ordine da 800 milioni di dollari per sei Boeing 777 e i relativi pezzi di ricambio e formazione del personale.
La compagnia aerea completò il decentramento dalla CAAC quando ottenne l'indipendenza il 10 ottobre 1993. In quanto tale, la compagnia aerea avrebbe potuto da quel momento in poi ristrutturarsi in società di partecipazione, organizzare autonomamente finanziamenti esterni e stabilire sussidiarie. Durante i primi anni, il vettore era quello dominante a livello nazionale. Insieme alle due principali compagnie aeree della Cina, Air China e China Eastern, la compagnia aerea gestiva la metà del traffico passeggeri trasportato da tutti i vettori cinesi. A causa dello status di Air China come compagnia di bandiera del paese, la stessa aveva diritto a ampi diritti di servizio internazionale, con le reti internazionali di China Eastern e China Southern limitate principalmente all'Asia orientale o comunque all'interno dell'Asia. Come altri vettori cinesi, China Southern era soggetta al diritto esclusivo della CAAC di concedere diritti operativi per ogni possibile rotta, nonché di regolamentare i prezzi interni.

### Espansione
Per elevare i propri standard operativi e prendere le distanze da compagnie aeree nazionali di secondo e terzo livello per lo più non redditizie, il vettore firmò accordi con una serie di vettori stranieri in materia di formazione del personale e manutenzione degli aeromobili, con l'obiettivo ultimo di essere quotata alla Borsa di New York, possibilmente all'inizio del 1995.
A partire dalla metà degli anni '90, China Southern cercò di espandere la propria portata internazionale oltre l'Asia. Nel dicembre 1995, i governi cinese e statunitense firmarono un accordo che avrebbe consentito l'inizio di servizi aerei non-stop tra i due paesi. Dopo aver ottenuto il diritto di operare servizi per Amsterdam all'inizio del 1996, la compagnia aerea avviò la Canton-Pechino-Amsterdam, la sua prima rotta a lungo raggio, nel novembre 1996. L'anno successivo, il vettore inaugurò i servizi non-stop trans-Pacifici per Los Angeles, così come i servizi verso Brisbane.
L'inizio dei servizi europei e americani coincise con l'arrivo dei Boeing 777 a lungo raggio, il primo dei quali consegnato alla fine di dicembre 1995, nonché con un generale ampliamento e aggiornamento della flotta del vettore e delle strutture associate. La compagnia prevedeva di raddoppiare la sua flotta di 67 aeromobili. Nell'aprile 1996, il governo cinese effettuò un ordine, per conto di China Southern, per 10 Airbus A320; la consegna del primo aereo e del primo Airbus di China Southern fu effettuata l'anno successivo. La Guangzhou Aircraft Maintenance Engineering Company, fondata congiuntamente con Lockheed Aircraft Services International e Hutchinson Whampoa, stava espandendo le sue strutture di manutenzione degli aeromobili in previsione dell'aumento.
Per tenere il passo con i rapidi sviluppi, China Southern raccolse capitali dal mercato. La compagnia aerea venne quotata con successo alle borse di Hong Kong e New York nel luglio 1997, raccogliendo tra i 600 e i 700 milioni di dollari. Gran parte dei fondi raccolti furono utilizzati per facilitare l'espansione della flotta, il rimborso dei debiti e gli investimenti in altri capitali; seguì la quotazione domestica nel 2003 alla Borsa di Shanghai. Nel 1997, la compagnia aerea, insieme alle compagnie in joint venture Xiamen Airlines, Shantou Airlinesm e Guangxi Airlines, trasportava circa 15 milioni di passeggeri all'anno utilizzando circa 90 aeromobili, operando circa 270 rotte tra 68 destinazioni e quasi 2.450 voli a settimana. Le entrate del gruppo ammontavano a circa 1,4 miliardi di dollari con un reddito netto di 90 milioni di dollari.

### Fusioni e acquisizioni
La fine degli anni '90 fu un periodo di consolidamento per l'industria aerea cinese. Inizialmente, China Southern cercò di acquisire diversi vettori nazionali non redditizi più piccoli, cercando di evidenziare i suoi piani di espansione nel tentativo di raccogliere fondi; tra gli accordi c'era l'acquisto del 60% delle azioni della Guizhou Airlines. A causa dell'indebolimento dell'economia durante la crisi finanziaria asiatica del 1997 e dell'intensa concorrenza tra i circa 30 vettori cinesi, nel 1998 CAAC prese in considerazione una ristrutturazione globale del settore che avrebbe visto il consolidamento delle compagnie aeree in tre o cinque gruppi. Ad un certo punto, CAAC stava contemplando una fusione forzata di Air China e China Southern. Data la doppia quotazione di quest'ultima a Hong Kong e New York, si pensava che una tale fusione avrebbe facilitato il percorso di Air China verso la propria offerta di azioni. China Southern confermò che tali colloqui erano in corso, anche se alla fine si rivelarono infruttuosi. Se la fusione fosse proseguita, le loro flotte combinate avrebbero contato circa 250 aeromobili, il che avrebbe reso la compagnia aerea risultante la più grande dell'Asia.
Sebbene ci fosse una notevole resistenza alla richiesta della CAAC di razionalizzare il settore, nel luglio 2000 l'organo amministrativo annunciò che le dieci compagnie aeree sotto la sua gestione diretta sarebbero state fuse in tre gruppi, che sarebbero ruotati attorno ad Air China, China Eastern Airlines e la stessa China Southern. Entro un mese, China Southern aveva iniziato ad assorbire la Zhongyuan Airlines con sede a Zhengzhou, che all'epoca gestiva cinque Boeing 737 e due turboelica Xian Y-7. Il vettore si sarebbe fuso successivamente con China Northern Airlines, con sede a Shenyang, e Xinjiang Airlines, con sede a Ürümqi, per formare China Southern Air Holding Co., un processo che durò più di due anni e culminò nell'acquisizione da parte di China Southern delle loro attività per un valore di 2 miliardi di dollari. (oltre a 1,8 miliardi di dollari di debito) nel novembre 2004. Di conseguenza, la flotta di China Southern passò da circa 140 aeromobili a oltre 210. Le acquisizioni fecero sì che il vettore diventasse la principale compagnia aerea di Shenyang e Ürümqi, con un numero di passeggeri che saltò da 28,2 milioni nel 2004 a 44,1 milioni nel 2005. Di conseguenza, China Southern Airlines divenne una delle "Big Three" del paese. Da allora, acquisì azioni di partecipazione e si è unito al capitale di numerosi vettori cinesi. La compagnia aerea è il principale azionista di Xiamen Airlines (55%) e Chongqing Airlines (60%); investe anche in Sichuan Airlines (39%).
In mezzo all'importante consolidamento del settore aereo, China Southern nell'aprile 2000 avviò servizi cargo dedicati da Shenzhen utilizzando un Boeing 747-200F (rapidamente aggiornato al Boeing 747-400F) in wet lease da Atlas Air. Per capitalizzare la crescita economica della regione del delta del fiume delle Perle (che include Hong Kong), il vettore costruì un centro merci dedicato a Shenzhen. Il successo delle operazioni richiese un ordine per due Boeing 747-400F l'anno successivo. La compagnia aerea aveva ormai iniziato le operazioni verso Sydney e Melbourne.
Nel settembre 2003, China Southern firmò un contratto di acquisto per quattro Airbus A330-200, in consegna a partire dal 2005. Questo faceva parte di un ordine effettuato in aprile dalla China Aviation Supplies Imp. & Exp. che copriva 30 aeromobili. China Southern è diventato il primo operatore dell'A330 della Cina continentale con la consegna del primo esemplare nel febbraio 2005. China Southern fece seguito nel settembre 2005 con un ulteriore ordine per otto A330-300 e due A330-200.

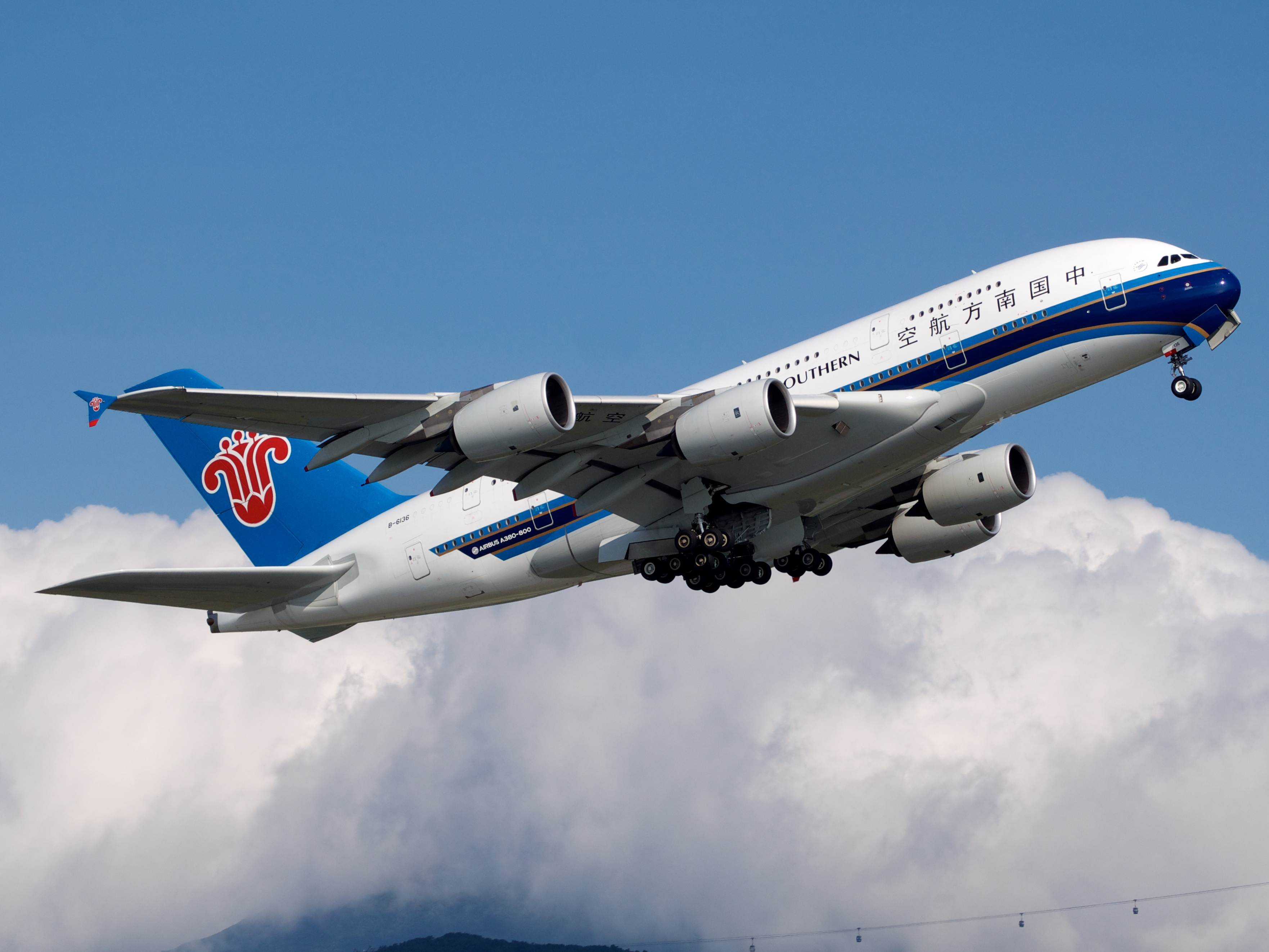
Un Airbus A380-800.

Il mese di gennaio 2005 si rivelò significativo per l'aviazione civile in Cina in generale e per China Southern in particolare. In preparazione delle Olimpiadi estive del 2008 a Pechino, China Southern e il governo cinese effettuarono diversi ordini di aerei wide body da Airbus e Boeing. Più in particolare, il 28 gennaio 2005, il vettore divenne il primo (e finora l'unico) vettore cinese a impegnarsi per l'Airbus A380, quando firmò un accordo per cinque esemplari del valore di 1,4 miliardi di dollari. Lo stesso giorno, China Southern, insieme ad altri cinque vettori nazionali, effettuò un ordine per 60 Boeing 7E7 (in seguito ribattezzato Boeing 787 Dreamliner). L'ordine valeva 7,2 miliardi di dollari a prezzi di listino, e il primo esemplare doveva essere consegnato in tempo per le Olimpiadi; tuttavia, non arrivò fino a giugno 2013.
All'inizio del mese, la CAAC aveva approvato le operazioni temporanee di voli charter tra la Cina continentale e Taiwan. Lo stesso giorno degli ordini dei wide body, un Boeing 777-200 della China Southern Airlines decollò da Canton e atterrò a Taipei il giorno successivo, diventando il primo aereo della Cina continentale ad atterrare nella Repubblica di Cina dal 1949. Il volo trasportava 242 passeggeri a casa dopo il capodanno lunare. In precedenza, i passeggeri che viaggiavano tra la terraferma e Taiwan dovevano transitare attraverso un terzo porto come Hong Kong o Macao. Entro tre anni, nel luglio 2008, un Airbus A330 della China Southern Airlines che trasportava 230 turisti a atterrò di nuovo a Taipei. I governi di Cina e Taiwan avevano entrambi concordato di consentire voli diretti attraverso lo Stretto di Taiwan a giugno, ponendo fine a sei decenni di viaggi aerei limitati tra le due parti. Dopo il volo, Liu Shaoyong, presidente e pilota di China Southern Airlines, dichiarò: "da oggi in poi, i voli commerciali regolari sostituiranno i rumorosi aerei da guerra sui cieli dello Stretto di Taiwan e le relazioni tra le due parti miglioreranno in meglio".

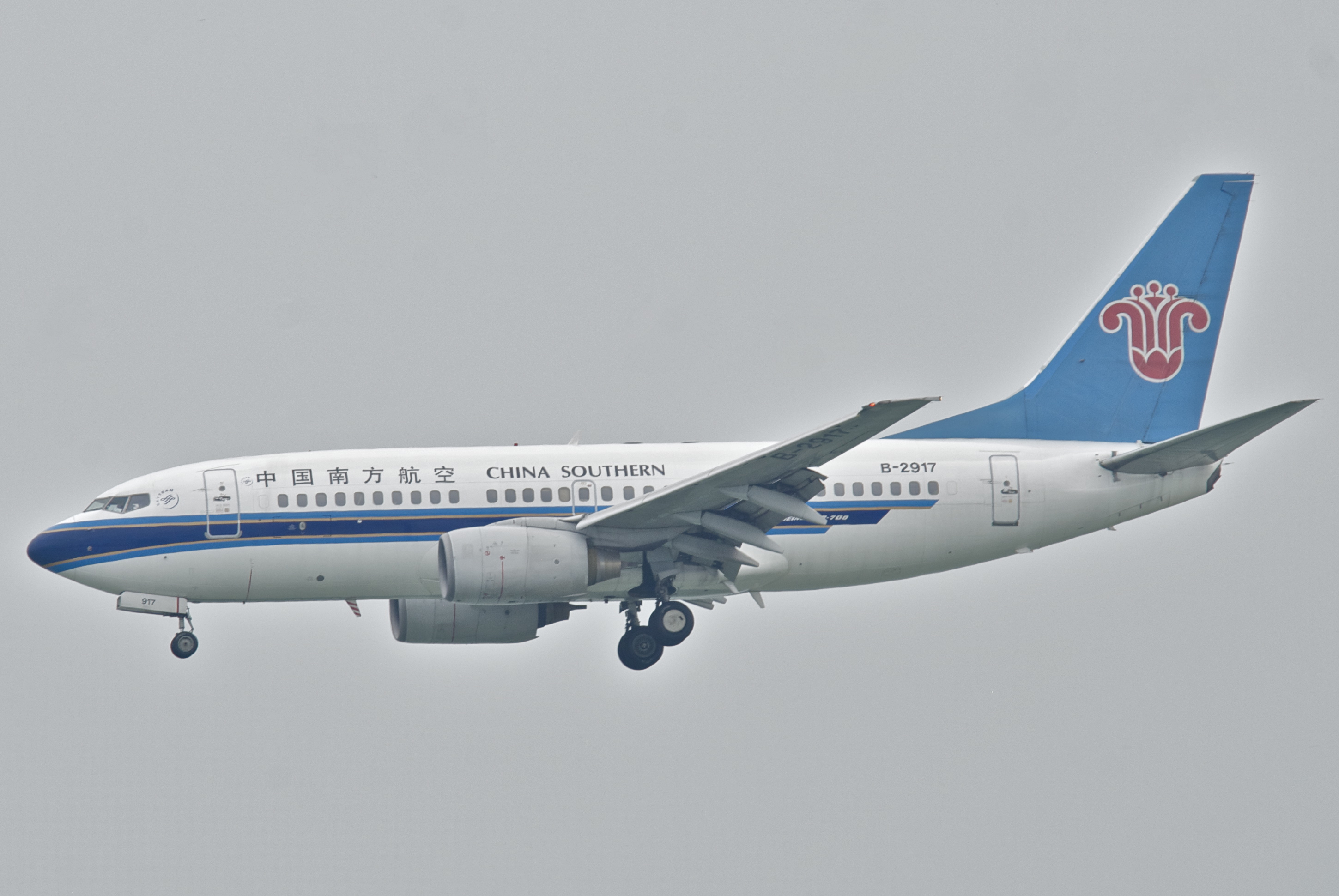
Un Boeing 737-700

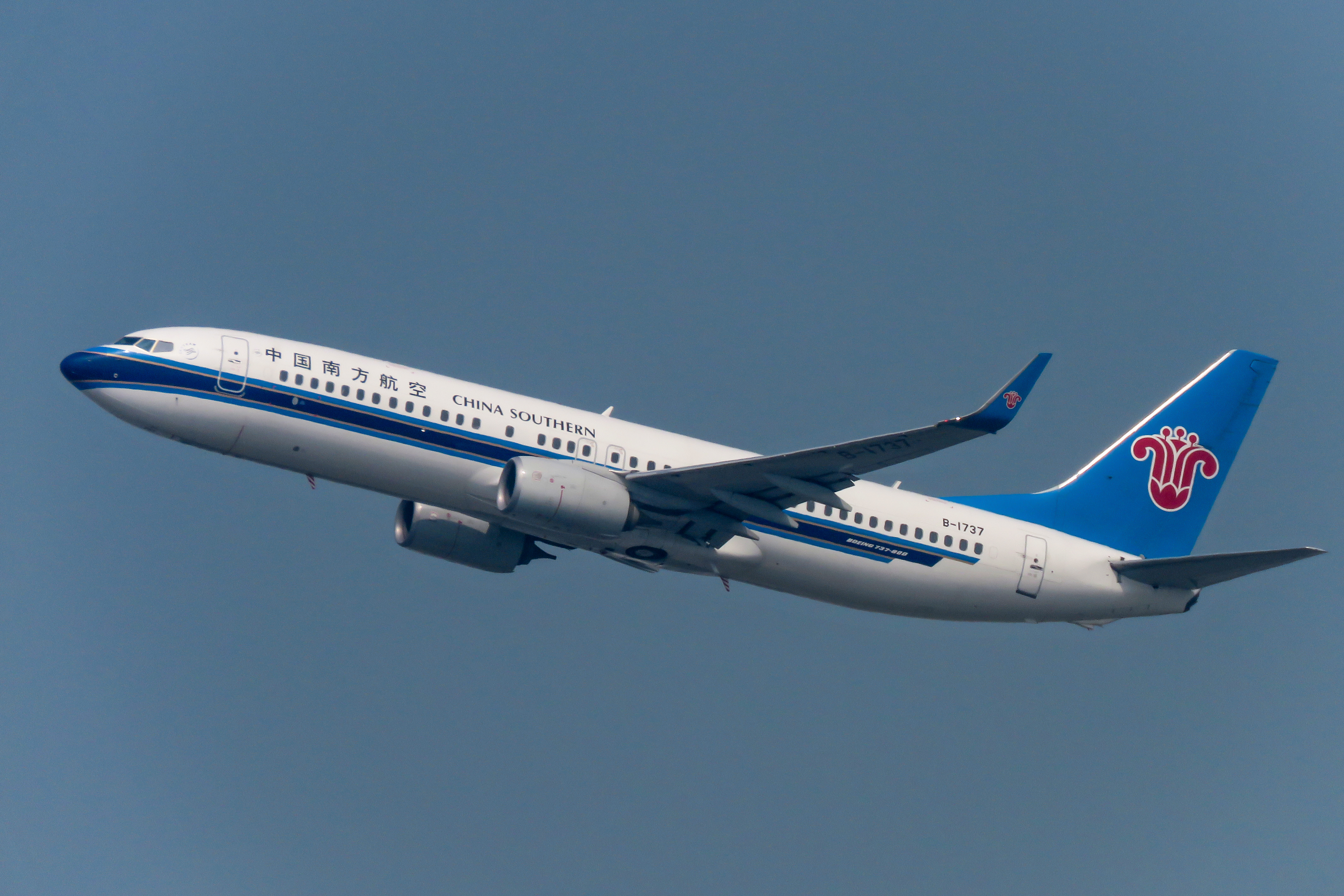
Un Boeing 737-800.

Dopo due anni di trattative iniziate nell'agosto 2004, China Southern firmò alla fine di giugno 2006 un accordo con SkyTeam, una delle tre alleanze aeree globali, impegnandosi formalmente al miglioramento degli standard con l'obiettivo di una sua eventuale adesione. Secondo l'accordo, la compagnia aerea si sarebbe dovuta impegnare a migliorare i servizi di assistenza, le strutture e la formazione di almeno il 75% del suo personale agli standard di SkyTeam. Il 15 novembre 2007, China Southern entrò ufficialmente a far parte di SkyTeam, diventando l'undicesimo vettore ad unirsi al gruppo e il primo vettore della Cina continentale a unirsi a un'alleanza aerea. Alla cerimonia di benvenuto parteciparono alti funzionari del governo cinese e di SkyTeam e si svolse nella Grande Sala del Popolo. L'integrazione del vettore con l'alleanza proseguì con il suo ingresso in SkyTeam Cargo nel novembre 2010, e l'adesione formale del suo vettore in joint venture Xiamen Airlines nel novembre 2012. Con l'ascesa di China Eastern nel giugno 2011, SkyTeam rafforzò ulteriormente la sua presenza mercato cinese continentale; il restante vettore delle Big Three, Air China, è membro di Star Alliance.
Seguì un altro ordine da Airbus il 7 luglio 2006, quando confermò un accordo per l'acquisto di altri 50 A320 in consegna dal 2009. L'ordine comprendeva 13 A319-100, 20 A320-200 e 17 A321-200, per un valore stimato di 3,3 miliardi di dollari. Nel dicembre 2005, China Southern Airlines, insieme a CASGC, annunciò un ordine per 9 Boeing 737-700 e 11 Boeing 737-800.

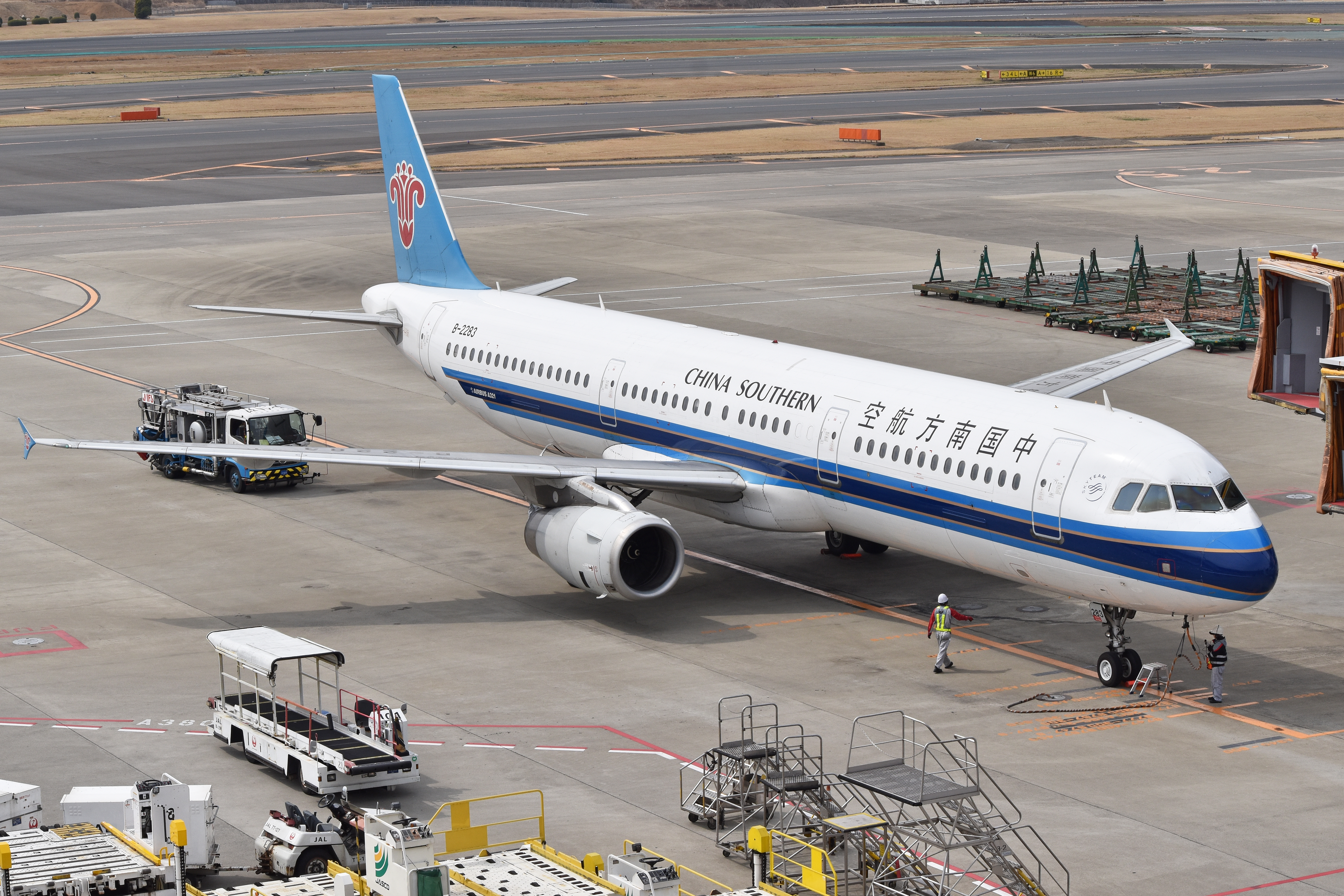
Un Airbus A321-200.

Nel giugno 2006, China Southern Airlines confermò un altro ordine di 3 Boeing 737-700 e 7 Boeing 737-800. Le consegne sarebbero continuate fino al 2010. Il 18 ottobre 2006, China Southern Airlines effettuò un ordine per 6 Boeing 777F, compiendo un nuovo passo avanti dello sviluppo della flotta cargo. Le consegne avvennero tra novembre 2008 e luglio 2010.
Il 20 agosto 2007, China Southern Airlines annunciò l'intenzione di ordinare 25 Boeing 737-700 e 30 Boeing 737-800, consegnati da maggio 2011 a ottobre 2013. Solo due mesi prima, il 23 ottobre 2007, China Southern Airlines aveva annunciato di aver effettuato un ordine per altri 10 Airbus A330-200. L'ordine aveva un prezzo di listino di 1,6 miliardi di dollari e gli aerei sarebbero stati consegnati da marzo 2010 ad agosto 2012.

### Sviluppi recenti
Durante il 2009, China Southern Airlines ha rimodellato la sua strategia da una rete point-to-point a una hub and spoke, che si è dimostrata di successo. Insieme a ciò, la compagnia aerea ha rapidamente ampliato la sua quota di mercato internazionale, in particolare in Australia, dove il numero di passeggeri nel 2011 è stato superiore del 97% rispetto al 2010.
Il 21 gennaio 2010, China Southern Airlines ha annunciato un ordine per altri 20 Airbus A320-200, con consegna a partire dal 2011, a causa del calo dei costi del carburante e dell'aumento della domanda dei passeggeri.
Nel marzo 2010, il vettore cinese ha emesso nuove azioni a Hong Kong e Shanghai 2010 per raccogliere 10,75 miliardi di yuan (1,57 miliardi di dollari) nel tentativo di ripagare i prestiti. A dicembre, China Southern Airlines ha iniettato 810 milioni di CNY (121,5 milioni di dollari) nella sua controllata Xiamen Airlines per finanziare l'espansione della sua flotta.
Nel novembre 2010, China Southern Airlines ha firmato un accordo con Airbus per l'acquisto di sei A330 e 30 A320-200.
L'11 gennaio 2011, China Southern Airlines ha annunciato un contratto di leasing per 10 Embraer 190, in consegna a partire dalla seconda metà del 2011. Il 27 gennaio, China Southern Airlines è stata premiata con una classifica a quattro stelle da Skytrax.
Il 17 ottobre 2011, China Southern Airlines ha effettuato il suo primo volo con l'Airbus A380. Inizialmente, la compagnia aerea ha schierato gli A380 su rotte nazionali tra Canton, Pechino, Shanghai e Hong Kong. Allo stesso tempo, il vettore ha condotto le trattative per avviare i servizi internazionali dell'A380. A causa della limitazione imposta dal governo che limitava una rotta internazionale a una singola compagnia aerea, China Southern nell'agosto 2012 ha annunciato la sua intenzione di avviare i servizi Pechino-Parigi in collaborazione con Air China, in attesa dell'approvazione del governo. Due mesi dopo, l'A380 fu schierato sui servizi Canton-Los Angeles. Le prime operazioni dell'A380 non erano redditizie e l'aereo era sottoutilizzato; i servizi a Sydney sono stati quindi lanciati nell'ottobre 2013. Ormai i colloqui con Air China sui servizi Pechino-Parigi erano cessati.
Mentre China Southern, come le altre tre grandi compagnie aeree cinesi, si era espansa rapidamente dal 2000, gran parte delle loro attività si erano concentrate sul mercato interno. Con l'aumento del flusso in uscita di turisti cinesi, che nel 2012, ad esempio, hanno speso 102 miliardi di dollari a livello internazionale, nonché la rapida costruzione e introduzione della ferrovia ad alta velocità in Cina, il vettore ha spostato le sue prospettive all'estero per sostenere la crescita. A causa della posizione del suo hub a Canton, che impediva alla compagnia di servire efficacemente il mercato nordamericano, China Southern ha concentrato la sua espansione internazionale in Australasia. Nel giugno 2012, con l'inaugurazione dei servizi da Canton a Londra-Heathrow, la compagnia aerea ha iniziato a commercializzare i propri servizi che collegano l'Europa e l'Australia come la "Canton Route", un'alternativa alla Kangaroo Route operata da vettori come Qantas. Il vettore aveva ormai aggiunto città come Auckland, Istanbul, Perth e Vancouver alla sua mappa del percorso.
Durante il periodo maggio-giugno 2012, China Southern Airlines ha reclutato assistenti di volo olandesi per servire le sezioni First e Business class per i voli da Canton ad Amsterdam.
Il 7 giugno 2013, China Southern Airlines ha iniziato a operare il suo primo Boeing 787.
All'inizio del 2015, la compagnia aerea ha annunciato che avrebbe noleggiato 24 Airbus A320neo da AerCap consegnati tra il 2016 e il 2019.
Il 15 novembre 2018, la compagnia aerea ha annunciato che avrebbe lasciato SkyTeam entro il 1º gennaio 2019 e avrebbe rafforzato la sua partnership con American Airlines. L'annuncio ha portato alla speculazione che si sarebbe unita a Oneworld insieme alla compagnia aerea di Hong Kong Cathay Pacific. Vari media riferivano che mentre gli analisti prevedevano che la sua mossa verso Oneworld avrebbe potuto minacciare la posizione di Cathay Pacific nell'alleanza, altri analisti dicevano che l'adesione sarebbe stata più vantaggiosa per Cathay a causa dei diversi mercati di destinazione.
Nel marzo 2019, la compagnia aerea ha annunciato una partnership del programma frequent flyer con American Airlines. Attualmente, la compagnia aerea prevede collegamenti più flessibili con altri vettori, principalmente con membri di Oneworld come Qatar Airways, pur non avendo in programma di aderire all'alleanza "per alcuni anni" per realizzare il suo sogno di "compagnia aerea più grande del mondo".

## Identità aziendale

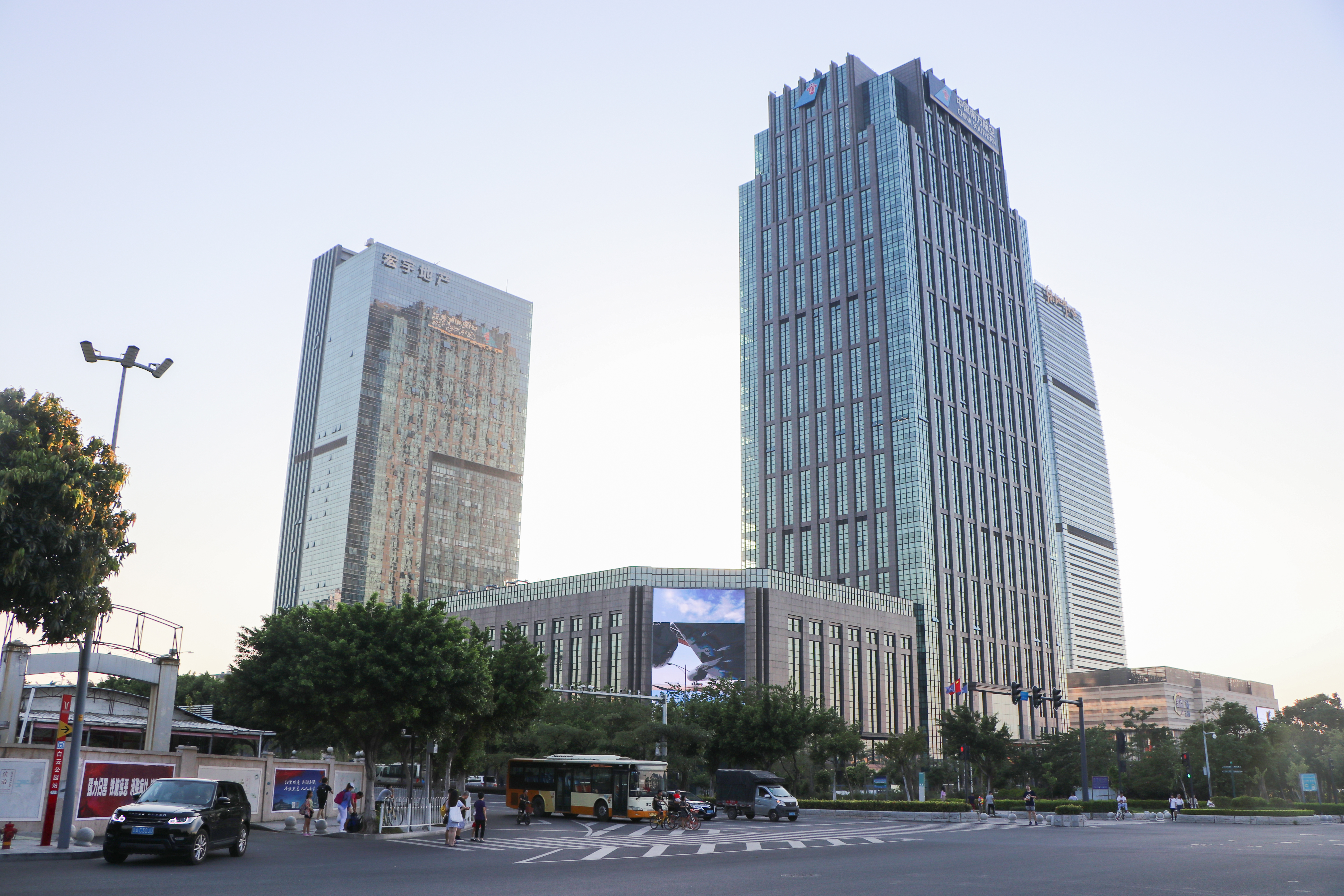
Il China Southern Air Building a Canton.

China Southern ha sede nel China Southern Air Building nella 68 Qixin Road (齐心 路) nel distretto di Baiyun, Canton, provincia del Guangdong.
In precedenza era al 278 di Jichang (Airport) Road (机场 路) nel distretto di Baiyun.
China Southern aveva in programma di aprire una nuova struttura centrale su un sito di 400 ettari alla periferia di Canton, a circa 6,4 km dall'aeroporto di Canton-Baiyun. Woods Bagot ha vinto il concorso e ha progettato la struttura. Il sito proposto consiste in due lotti di terreno sui lati opposti di un'autostrada che porta all'aeroporto di Baiyun; entrambi i siti hanno la forma di ali. Il sito ha un ponte e un sistema di collegamento che opera sopra l'autostrada per collegare i due lotti, che hanno ciascuno funzioni distinte. Ad esempio, il lotto est ospita funzioni interne come le strutture del data center, i dormitori del personale e il centro di formazione. La nuova sede è stata aperta a agosto 2016.

## Cabina

### Prima classe
China Southern Airlines offre una "Experience Luxurious Skybed" sui Boeing 787-8. È dotata di sedili con massaggio integrato, TV personale da 17 pollici e sedile completamente reclinabile. La compagnia ha anche una prima classe sugli Airbus A330 e A380 che presenta un passo del sedile di 84 pollici trasformabile in un letto completamente piatto con una TV personale.
China Southern Airlines offre la prima classe premium su voli selezionati, come la rotta Pechino-Canton. Questa offre più comfort ed è più spaziosa della Regular First Class, come una varietà di opzioni di illuminazione e un armadietto privato con serratura con password.

### Business class
La Business Class offre un letto completamente piatto e un divisorio per la privacy regolabile. Include una porta USB e una luce di lettura. È presente una TV da 15 pollici.

### Premium economy
China Southern offre la classe Premium Economy, più spaziosa della classe Economy. Nella maggior parte degli aerei, i sedili sono da 35-37 pollici (89–94 cm), rispetto ai 31 pollici (79 cm) in Economy. I Boeing 777-300ER, tuttavia, sono dotati di sedili premium economy fissi simili a quelli visti sui Boeing 777 di Air France.

### Economy
L'Economy Class dispone di un comodo sedile e di una TV personale da 9 pollici. Ha anche un poggiatesta multiregolabile.

## Servizi

### Sky Pearl Club
Il programma frequent flyer di China Southern Airlines si chiama Sky Pearl Club (cinese semplificato: 明珠 俱乐部; cinese tradizionale: 明珠 俱樂部; pinyin: Míngzhū Jùlèbù). Lo Sky Pearl Club consente ai suoi membri di guadagnare miglia non solo volando sui segmenti nazionali, ma anche sui voli di altre compagnie aeree membri SkyTeam all'interno della rete globale. Inoltre, i membri dello Sky Pearl Club possono guadagnare e utilizzare le miglia sui voli partner di Sichuan Airlines, China Eastern Airlines e China Airlines. L'iscrizione allo Sky Pearl Club è suddivisa in tre livelli: Sky Pearl Gold Card (SkyTeam Elite Plus), Sky Pearl Silver Card (SkyTeam Elite) e Sky Pearl Member Card.

## Destinazioni

Destinazioni a dicembre 2018.

Al 2013, China Southern Airlines serviva più di 180 destinazioni in 35 diversi paesi del mondo. Mantiene una forte presenza nel mercato interno con i suoi hub principali all'aeroporto Internazionale di Pechino-Daxing e all'aeroporto di Canton-Baiyun con hub secondari all'aeroporto di Shanghai-Pudong, all'aeroporto Internazionale di Chongqing-Jiangbei e all'aeroporto di Ürümqi-Diwopu, insieme ad altre città di riferimento come Changchun, Changsha, Dalian, Shenyang, Shenzhen, Wuhan e Zhengzhou. La compagnia prevede di continuare a sviluppare Chongqing e Ürümqi anche come hub per sfruttare il potenziale del mercato interno.
Al 2015, China Southern offriva 485 voli al giorno dal suo hub di Canton e 221 dal suo hub di Pechino. La compagnia aerea fornisce servizi a 65 destinazioni internazionali. La maggior parte dei voli internazionali collega Canton con le città del mondo. Ci sono anche molti voli internazionali operati attraverso Pechino, Shanghai, Ürümqi (in particolare verso l'Asia centrale e il Medio Oriente) e Dalian (verso il Giappone, la Corea del Sud e la Russia).

### Alleanze
Il 28 agosto 2004, China Southern Airlines ha firmato un memorandum d'intesa con l'alleanza aerea SkyTeam. Il 15 novembre 2007, la compagnia è stata ufficialmente accolta come l'undicesimo membro di SkyTeam, diventando la prima compagnia aerea della Cina continentale a unirsi a un'alleanza globale di compagnie aeree, ampliando la presenza dell'alleanza sulla Cina continentale.
Il 24 dicembre 2019, China Southern Airlines ha rilasciato una dichiarazione ufficiale in cui affermava che avrebbe interrotto la sua iscrizione a SkyTeam il 1º gennaio 2020.

### Accordi commerciali
Al 2022 China Southern Airlines ha accordi di code-share con le seguenti compagnie:
- Aeroflot
- Air France
- American Airlines
- Asiana Airlines
- British Airways
- China Airlines
- China Express Airlines
- Czech Airlines
- Emirates
- Etihad Airways
- Finnair
- Iberia
- Garuda Indonesia
- Japan Airlines
- Kenya Airways
- KLM
- Korean Air
- LATAM Airlines Group
- Lufthansa
- Mandarin Airlines
- Pakistan International Airlines
- Qatar Airways
- Saudia
- Sichuan Airlines
- Vietnam Airlines
- WestJet
- XiamenAir

## Flotta

### Flotta attuale

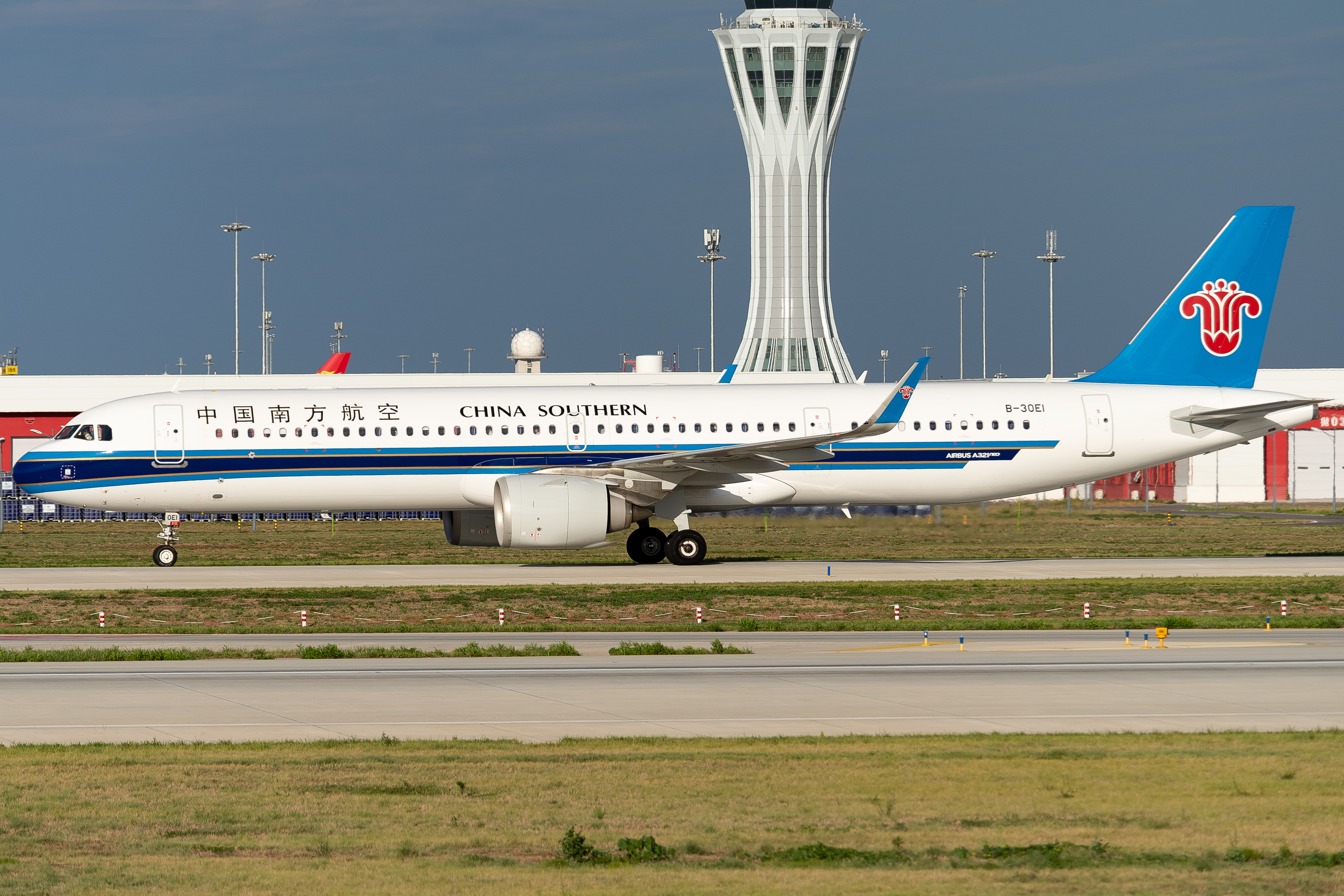
Un Airbus A321neo.

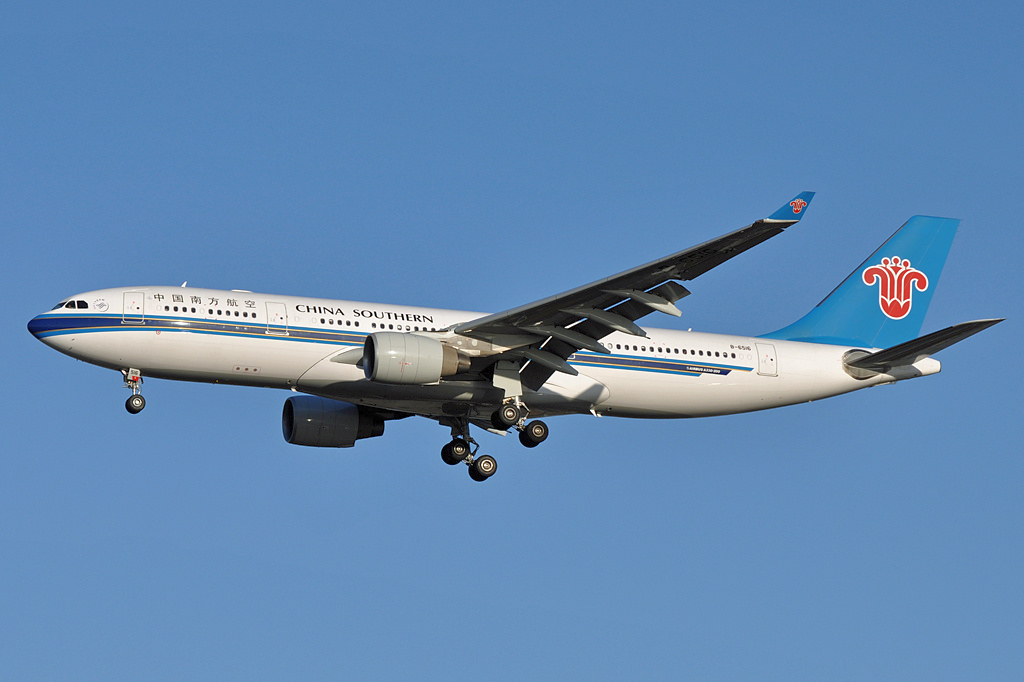
Un Airbus A330-200.

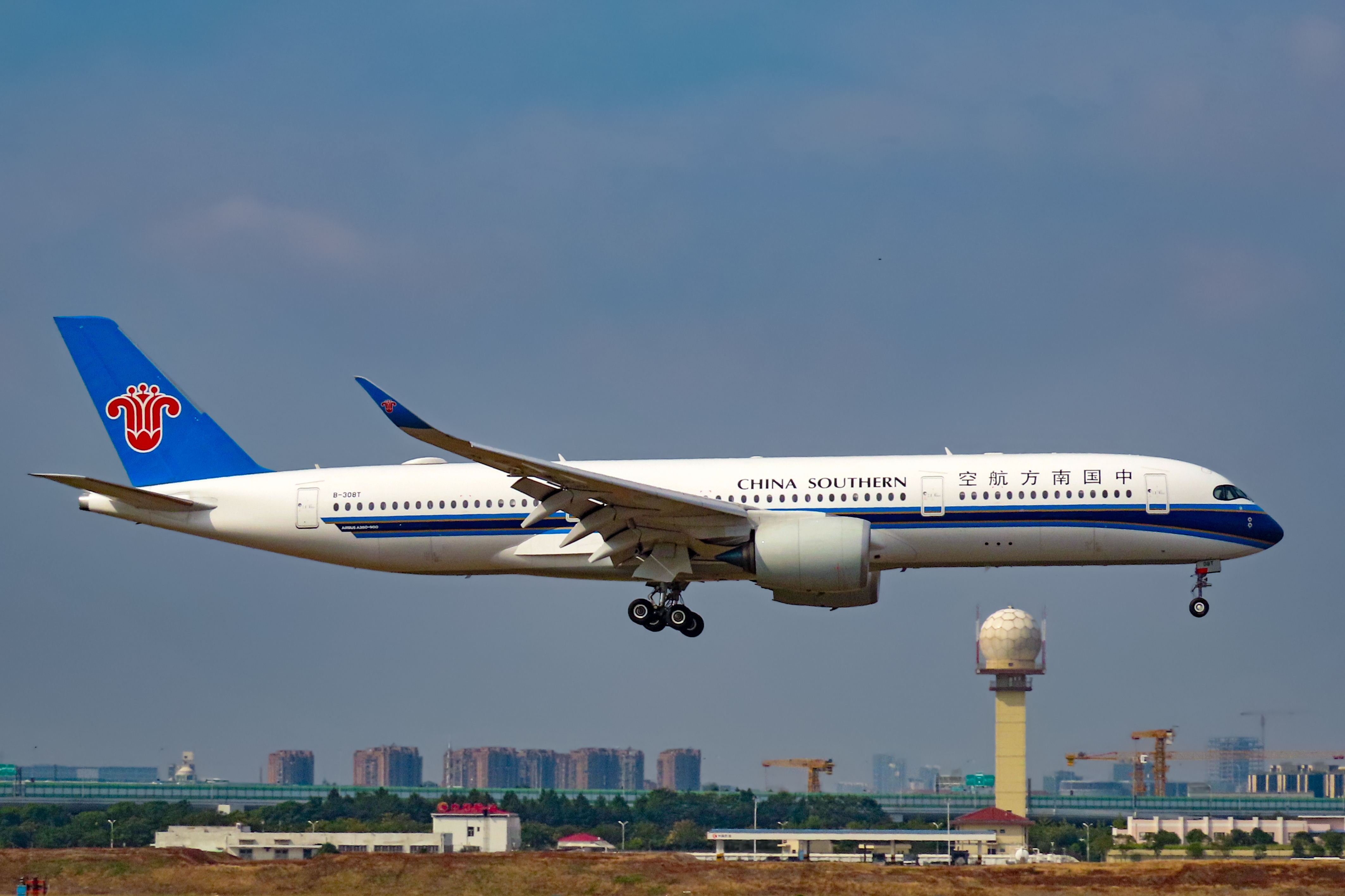
Un Airbus A350-900.

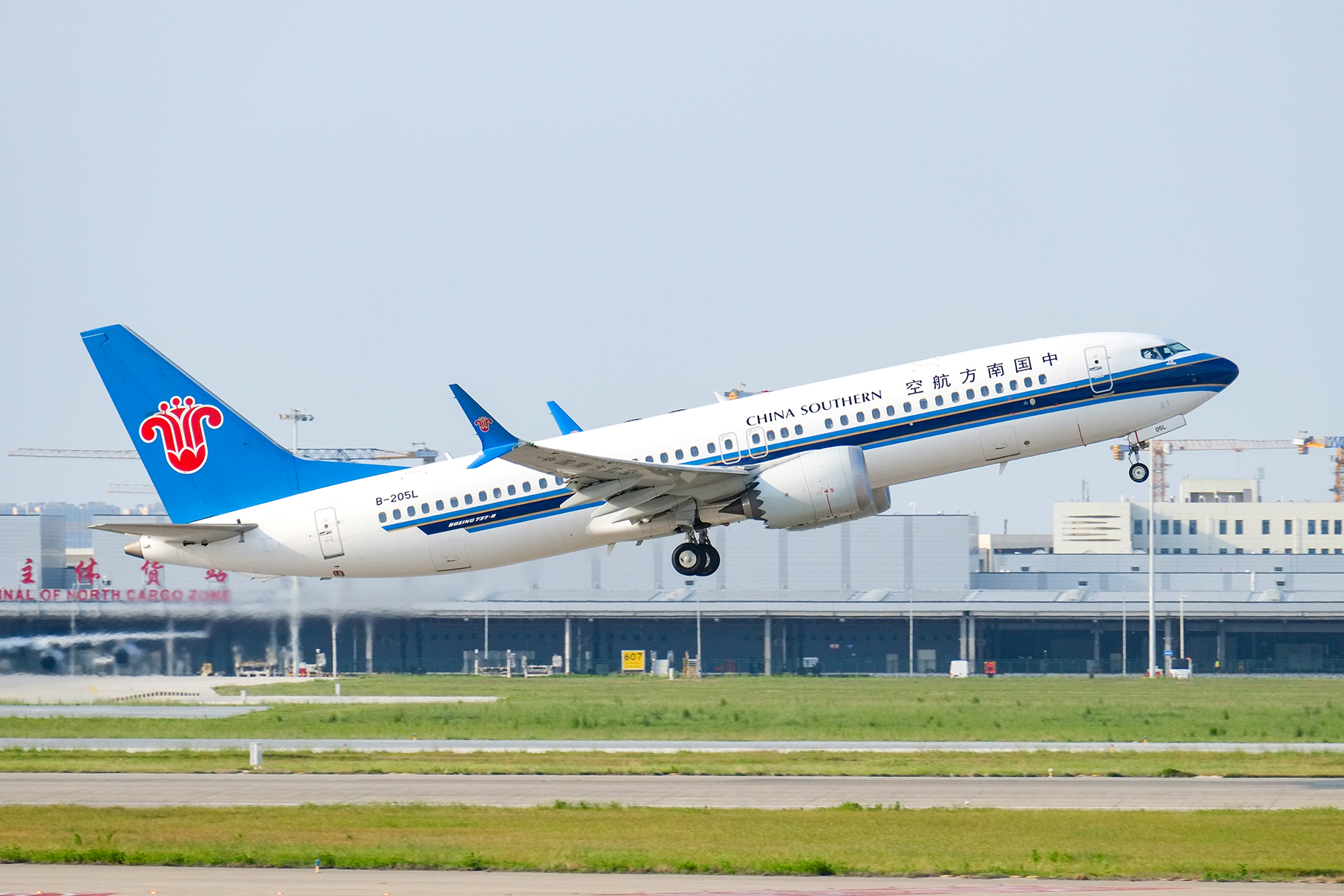
Un Boeing 737 MAX 8.

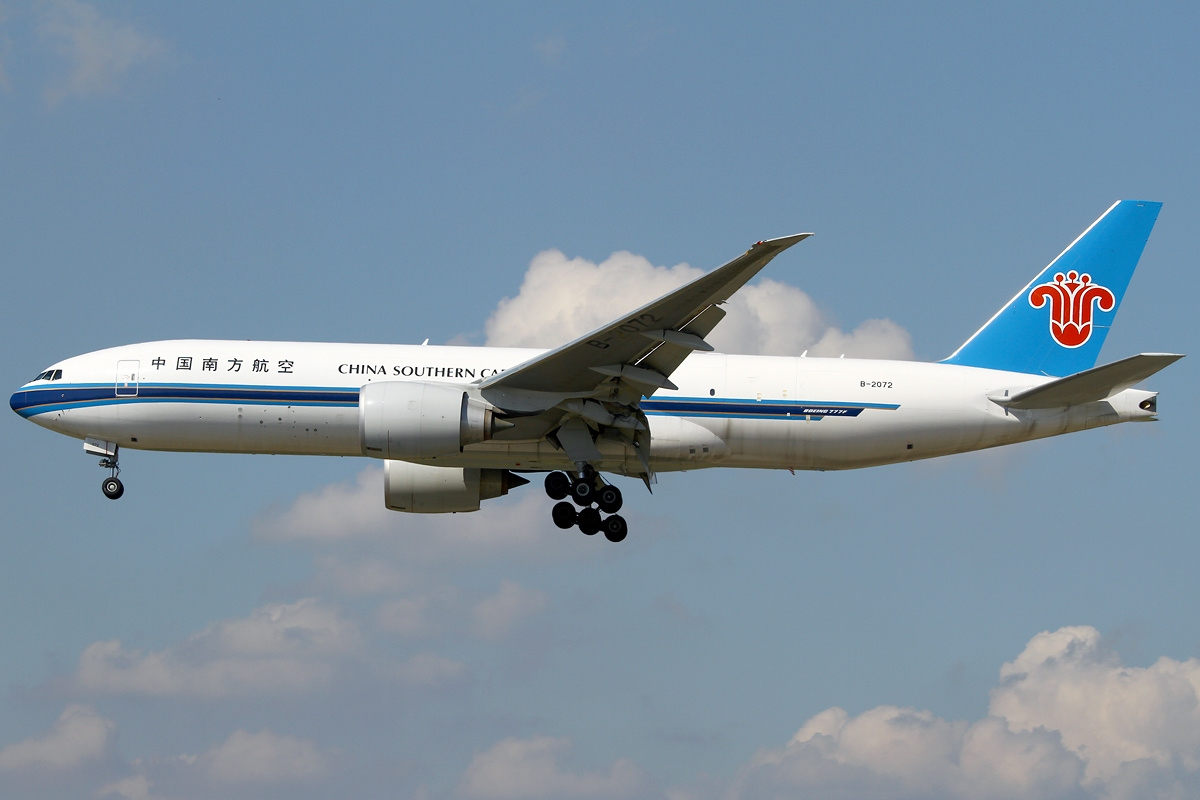
Un Boeing 777F.

Ad agosto 2024 la flotta di China Southern Airlines risulta composta dai seguenti aerei:

### Flotta storica

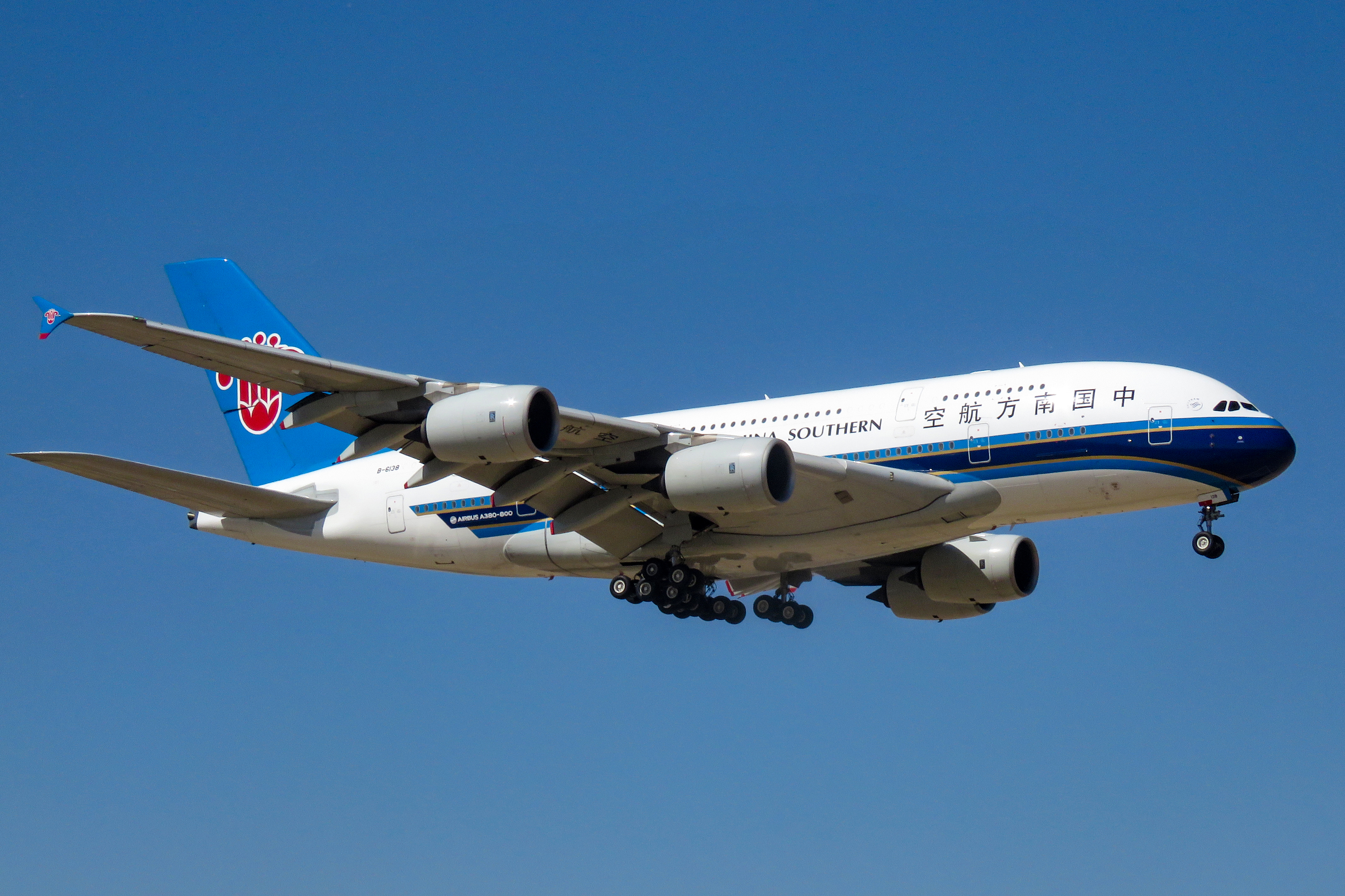
Un Airbus A380.

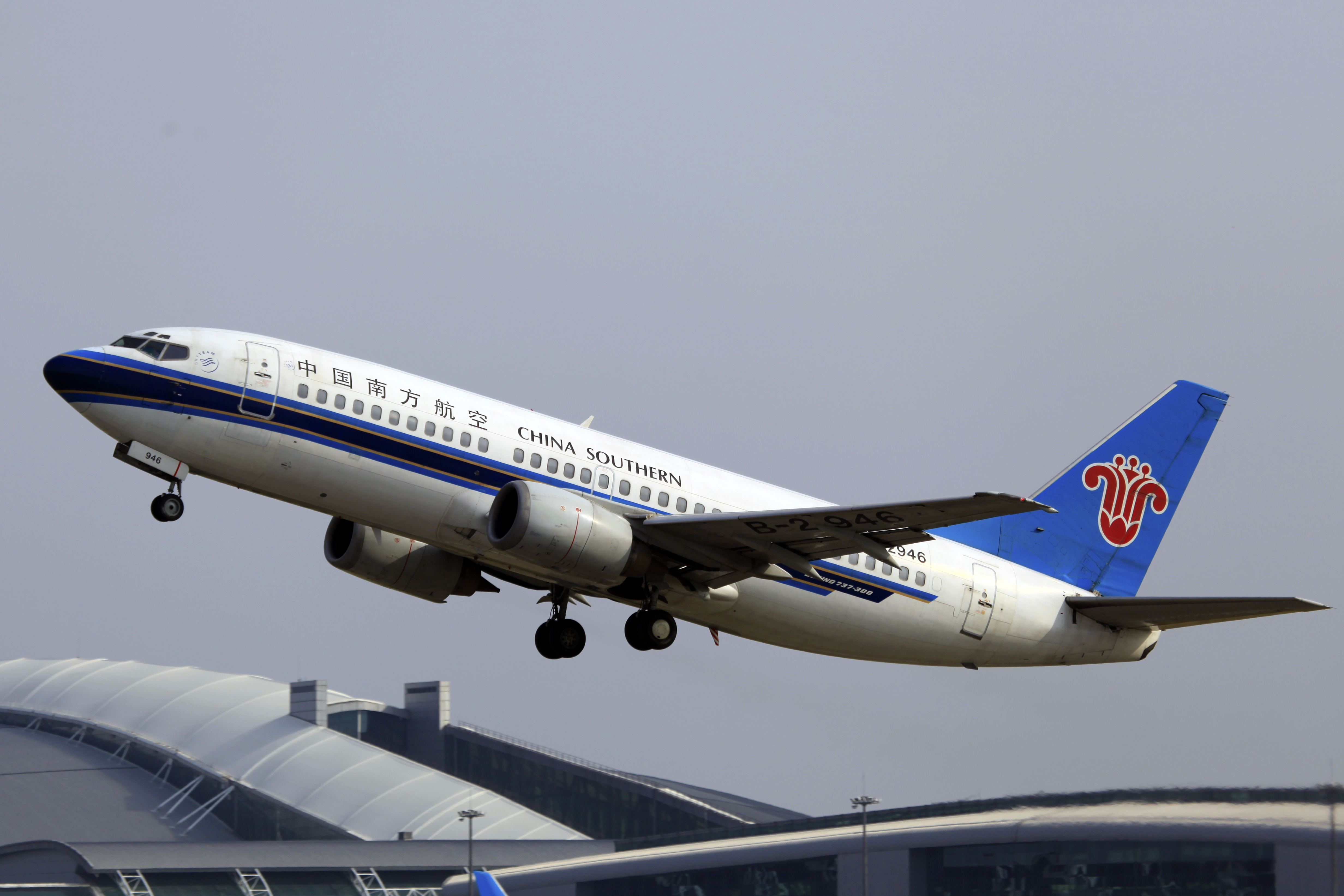
Un Boeing 737-300.

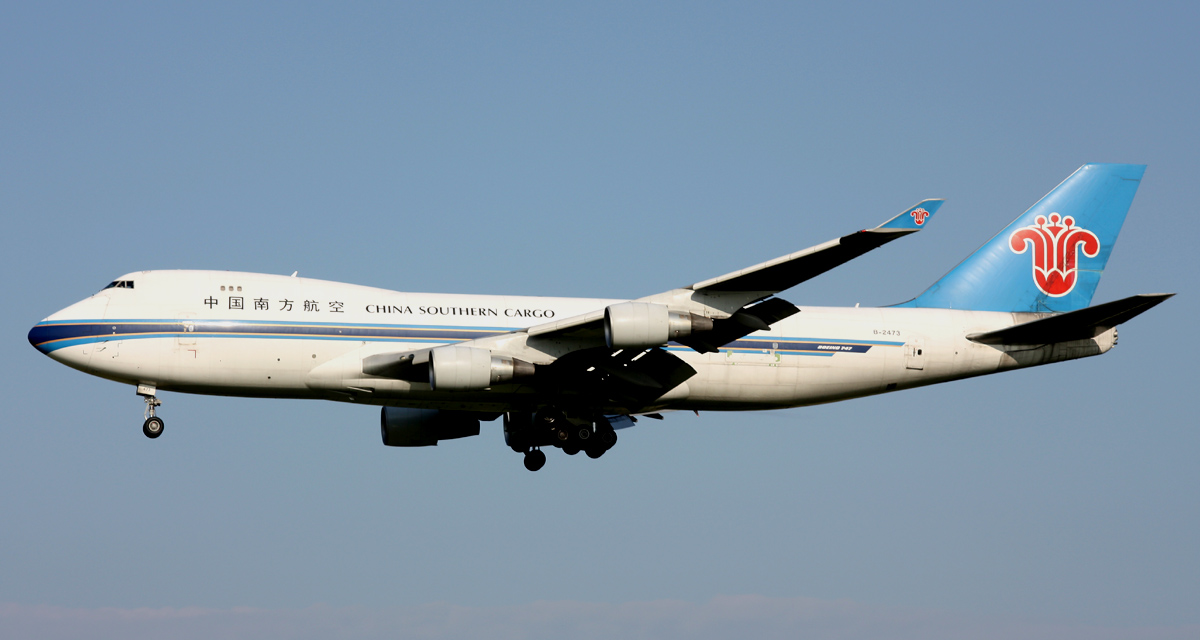
Un Boeing 747-400F.

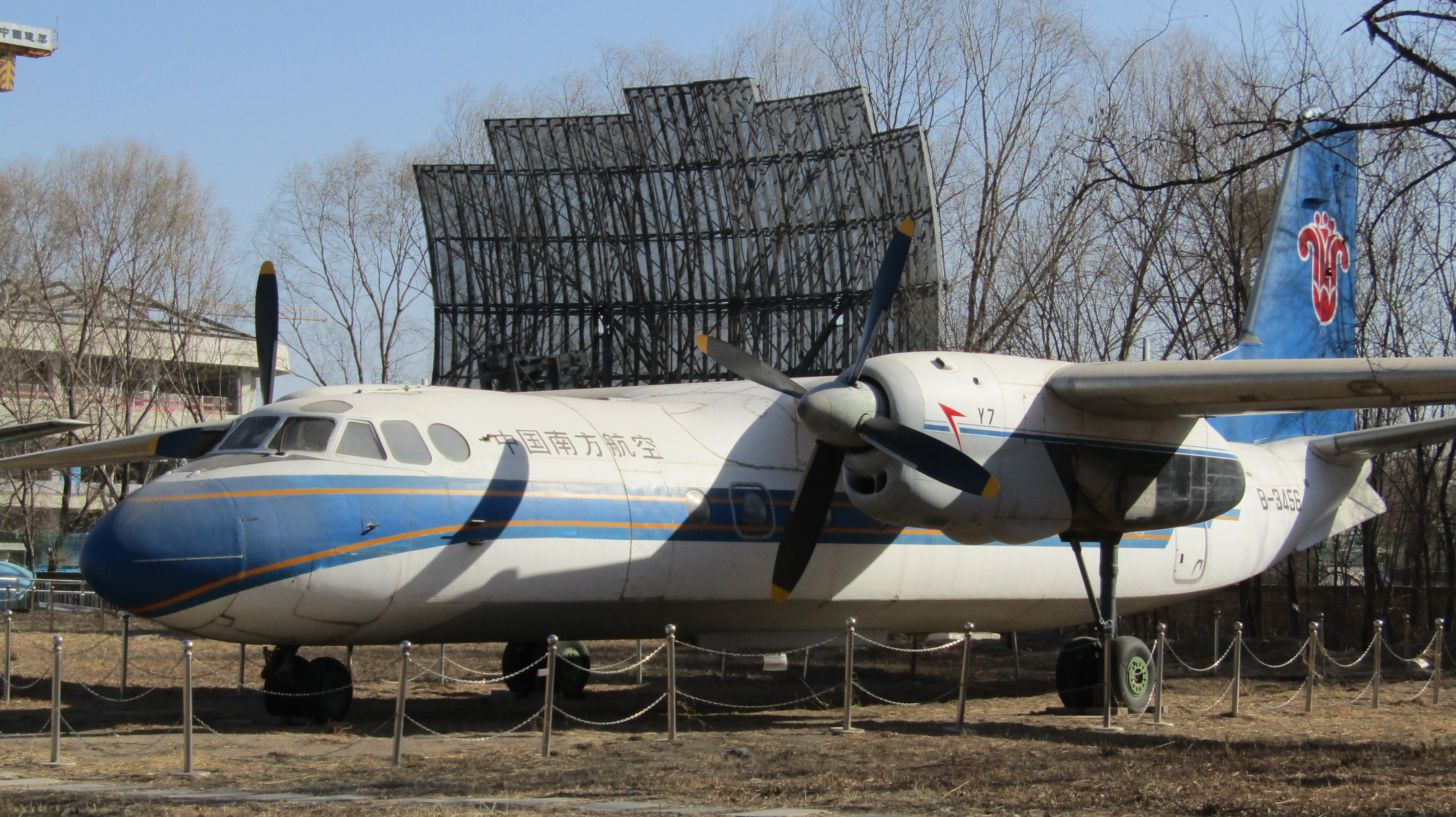
Uno Xian Y-7.

China Southern Airlines operava in precedenza con i seguenti aeromobili:

## Incidenti
- Il 2 ottobre 1990, nel disastro aereo di Canton, un Boeing 737 dirottato, operante il volo Xiamen Airlines 8301, entrò in collisione con altri due aerei sulle piste dell'ormai in disuso aeroporto internazionale di Canton-Baiyun mentre tentava di atterrare. Il 737 colpì prima il volo China Southwest Airlines 2402, un Boeing 707 ancora parcheggiato, provocando solo lievi danni, ma poi si scontrò con il volo China Southern Airlines 2812, un Boeing 757 in attesa di decollare. Rimasero uccise in totale 128 persone, tra cui sette su nove membri dell'equipaggio e 75 su 93 passeggeri sul volo 8301 e 46 su 110 passeggeri sul volo 2812.[67]
- Il 24 novembre 1992, il volo China Southern Airlines 3943, un Boeing 737-300,  partì da Canton diretto a Guilin, con una durata prevista di 55 minuti. Durante la discesa verso la destinazione, a un'altitudine di 7.000 piedi, il comandante tentò di livellare l'aereo sollevandone il muso. L'automanetta del 737 era impostata per la discesa, ma l'equipaggio non notò che la manetta di potenza del motore numero 2 era al minimo. Ciò portò a una condizione di spinta asimmetrica. L'aereo rollò verso destra e l'equipaggio non fu in grado di riprenderne il controllo. Alle 07:52, il velivolo si schiantò contro una montagna nella regione scarsamente popolata del Guangxi. Fu l'incidente con più vittime che coinvolse un Boeing 737-300 all'epoca, nonché il peggiore su suolo cinese.[68]
- L'8 maggio 1997, il volo China Southern Airlines 3456, un Boeing 737-300, si schiantò durante il secondo tentativo di atterraggio all'aeroporto di Shenzhen-Bao'an durante un temporale. Alle 21:19, l'aereo atterrò e rimbalzò tre volte, causando danneggiamenti al carrello anteriore, ai sistemi idraulici e ai flap. L'equipaggio decise di riattaccare. Alle 21:28, durante un secondo atterraggio, l'aereo uscì di pista, si ruppe in tre parti e prese fuoco, provocando la morte di 33 passeggeri e 2 membri dell'equipaggio.[69]